# 동아일보
《동아일보》(東亞日報)는 신문 발행 업체인 동아일보사가 발행하는 대한민국의 보수 성향 신문이다.

## 역사

### 창간

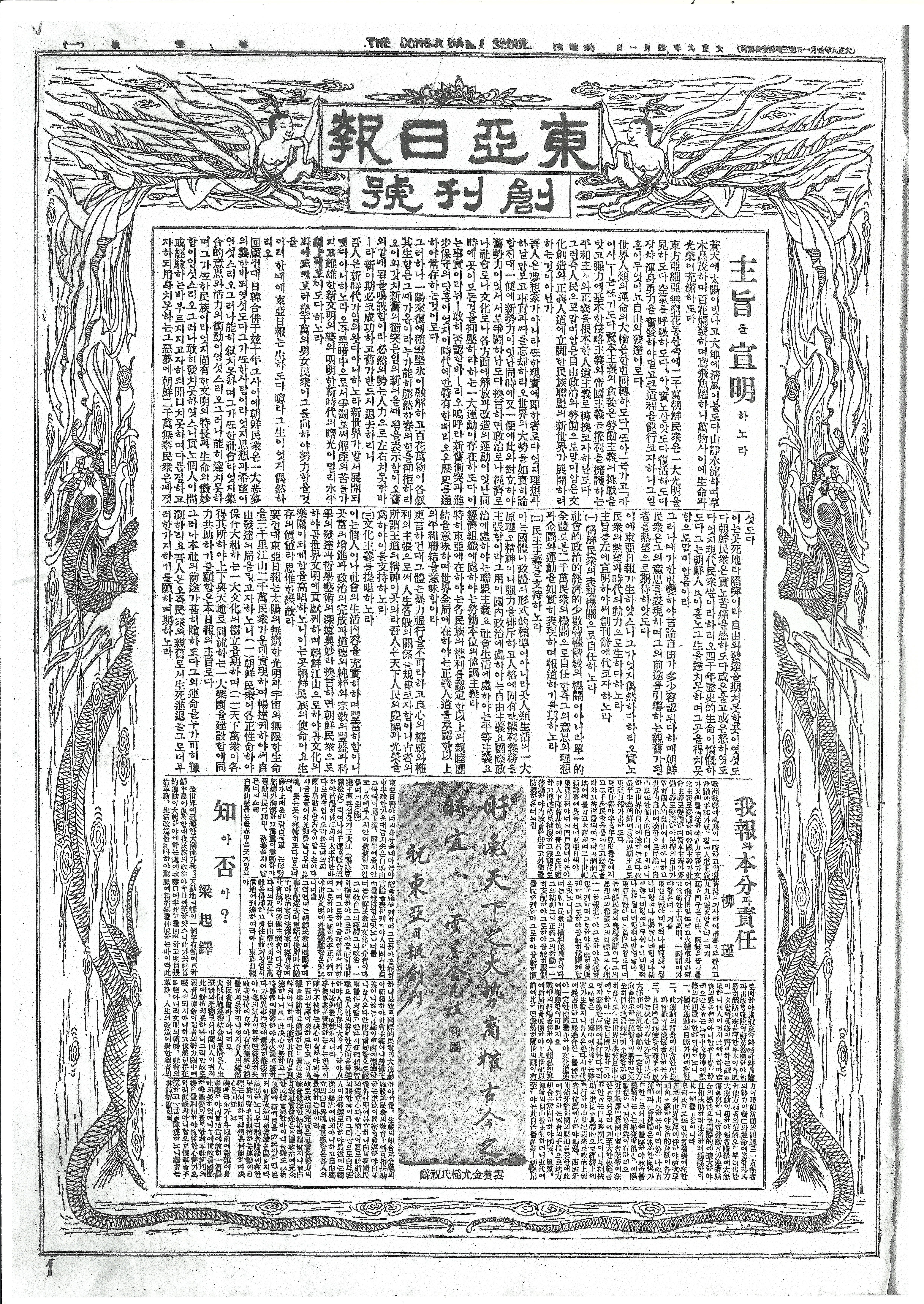
동아일보 창간호

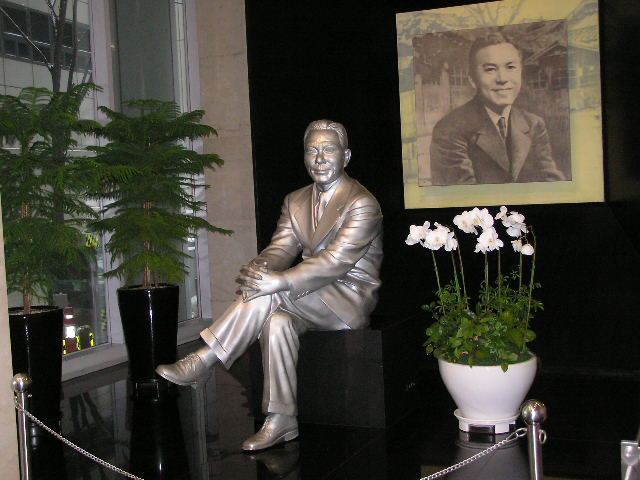
동아일보 사옥 내부에 전시되어 있는 인촌 김성수 동상.

#### 창간 초기

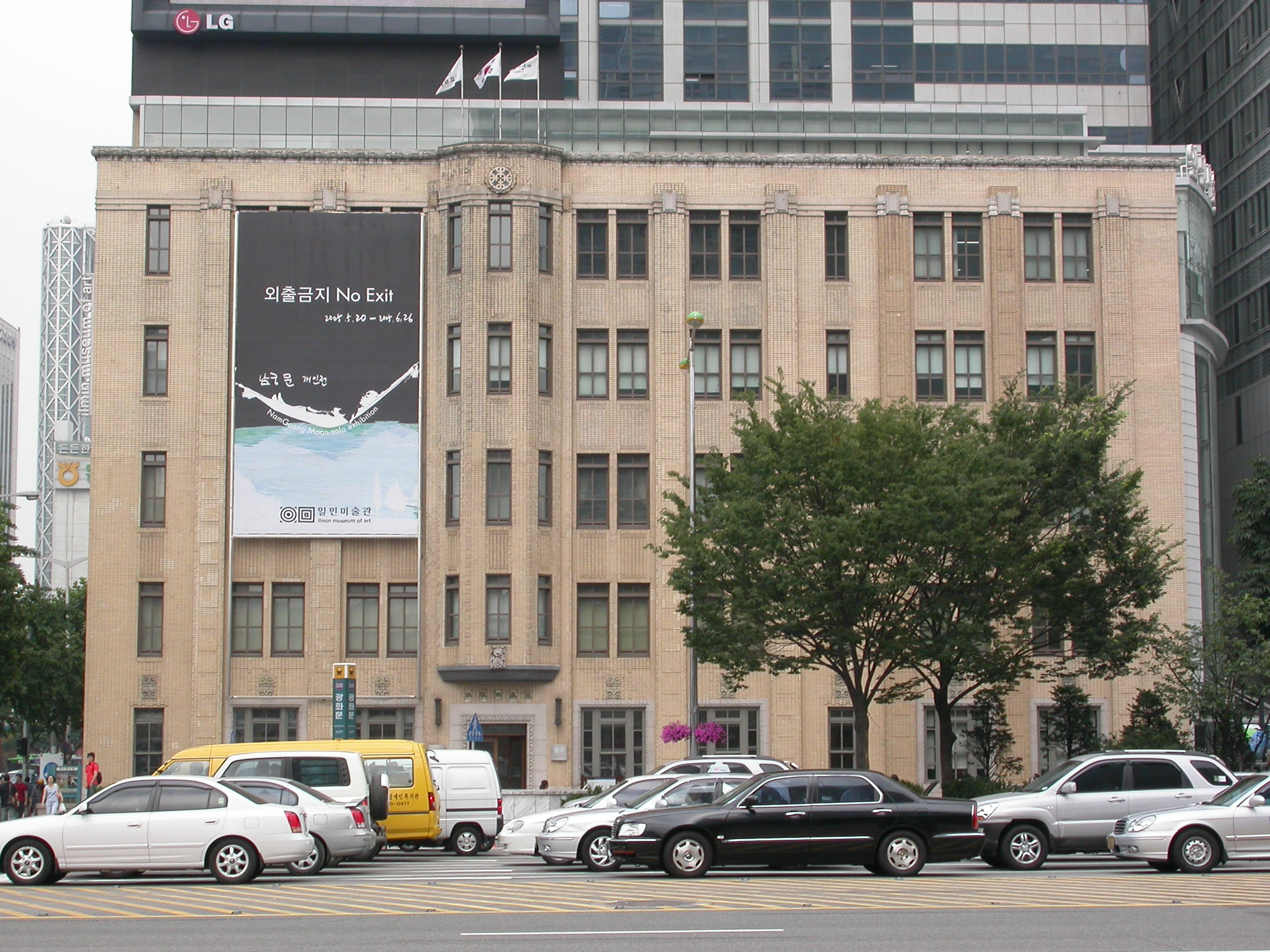
구 동아일보 사옥 (the Old Dong-A Ilbo Company Office)

1919년 3.1 운동 이후 조선총독부는 이른바 문화 통치의 일환으로 이듬해 1월 3개의 한국인 민간신문 발행을 허가하였는데 이 중 하나가 동아일보이다. 동아일보는 1920년 4월 1일, 김성수를 비롯한 박영효, 김홍조, 장덕준 등을 중심으로 타블로이드판 4면 체제로 발간되었다. 당초 3.1운동 1주년인 1920년 3월 1일 창간하려 하였으나 부족한 자금을 마련하느라 한 달이 늦어졌다. 창간 당시 구독료는 3전(지금의 약 900원)이었으며, 사옥은 서울 종로구 화동 138번지 한옥건물이었다. 설립자 김성수와 초대 사장 박영효를 비롯한 창간 주도 인사들은 '민족주의(民族主義)', '민주주의(民主主義)', '문화주의(文化主義)'를 사시(社是)로 내걸었으며 이 3대 정신은 오늘날까지 동아일보의 핵심가치로 내려오고 있다.
동아일보는 창간 초기부터 강제정간의 압력을 당하기도 했다. 일제 강점기 초반 조선총독부의 무단 통치를 비난한 기사는 수시로 문제가 되어 신문과 윤전기가 압수되는 수난을 여러 번 겪기도 했다. 1920년 9월 25일 일본 3종 신기를 비판한 9월 24일과 9월 25일의 기사 내용이 문제시되어 제1차 무기정간 처분을 당한다. 이후 4차 무기정간 처분을 당하고 여러 번 윤전기와 발행 신문이 압수당하는 등의 일을 겪기도 했다. 이어 1920년 1월 10일에 정간이 해제되고 2월 21일부터 다시 발행한다. 1923년 6월 이후 산사에서 벌인 충청북도도지사 박중양의 휴양, 유흥행위를 집중 보도, 비판하기도 했다. 1923년부터 박중양은 보은군 속리산 법주사에 휴양을 다녀온 뒤 계속 자신의 사적인 휴양지, 유흥지로 남용하여 물의를 일으켰다. 동아일보가 이를 꾸준히 비난하고 기사화하여 비난하면서 일각에서 동아일보에 압력을 행사하려 하자 이때 윤치호가 나서서 조선총독부 당국에 설득하여 사실대로 보도한 민족의 정론인 동아일보를 처벌해서는 안 된다며 적극 비호하기도 하였다.

#### 민족운동
창간 이래 동아일보는 한민족의 3.1 정신을 이어가고자 각종 민족운동에 앞장서왔다고 주장한다. 1920년대의 국산품 애용 운동, 언론집회압박 탄핵운동, 민립대학설립운동 등 국내 대중적 민족운동과 민중계몽운동을 적극적으로 보도하였다. 1931년 7월, 문맹퇴치와 한글 보급을 목표로 하는 브나로드 운동을 일제가 금하기 전까지 4년간 전국적으로 활발히 전개하였고, 문학작품 공모(1925)를 통한 근대문학 계발에도 힘썼다. 1933년 4월에는 한글맞춤법통일안에 따른 새로운 철자법을 채택하는 등 여러 사업을 통해 민족정신을 강화하고 민중 계몽에 열중했다고 동아일보 스스로 주장한다.
1926년 3월 7일 국제농민본부에서 '조선농민에게' 보낸 3·1 만세운동 기념 기사들을 게재하였다가 제2차 무기정간 처분을 받았다. 동시에 이때 동아일보 주필이자 3.1운동에 가담한 민족대표 49인의 한 사람인 송진우와 발행인 김철중 등에 각각 징역 6월, 4월 실형이 언도되기도 했다. 그 뒤 항소로 취소되면서 4월 21일 다시 속간했다고 동아일보측에서 주장한다.

#### 여성 지위 향상 운동
동아일보는 창간 초기부터 식민지 조선사회의 인습에 얽매여 집안에 갇혀 있던 여성을 일깨우고자 했다. 당시 동아일보는 '여성'면을 고정으로 두고 '신여성과 교육', '여성해방과 대가족제도', '여성과 직업' 등 여성의 권익 향상과 사회 참여를 독려하는 기획기사와 기고를 실었다.
또한 1933년 1월 일간 신문사로서는 최초로 여성 월간지 '신가정'('여성동아'의 전신)을 창간했다. '신가정'은 여성 독자를 고려해 제목만 국한문을 섞어 쓰고, 그 외 모든 기사는 순 한글로 제작했다. 신가정은 여성지라는 특징을 살려 요리, 편물, 염색 등에 관한 각종 강습회를 열었다. 또한 부인 밤줍기 대회, 주부 야유회, 부인 고궁순례단 등 다양한 이벤트를 열어 집을 벗어나지 못하고 있던 주부들의 숨통을 열어 주었다.
동아일보는 계몽활동뿐만 아니라 각종 대회를 열어 여성들의 사회적인 참여를 유도하였다. 1923년 열린 최초의 전조선여자정구대회는 여성의 권리 신장과 기회 균등을 주장하기 위해서 열린 대회였다. 오늘날 동아일보기 전국소프트테니스대회라는 이름으로 이어고 있는 이 대회는 동아일보가 주최한 가장 오래된 사업이자 대한민국 스포츠를 통틀어 최장수 단일 종목 대회이기도 하다. 첫 대회가 열릴 당시는 유교적 전통이 굳어져 있었기에 이 대회는 단순한 스포츠의 차원을 넘어 여성의 지위 향상을 위한 사회적 캠페인이었다. 이 외에도 1925년 3월 조선 최초로 여성들의 공개적인 등장의 발판을 마련한 ‘전조선여자웅변대회’가 열리기도 했다.

#### 브나로드운동
1928년 4월부터는 특집 기사를 내어 문맹 퇴치 운동을 제창하였으나, 반일감정을 고취시킨다는 이유로 조선총독부의 검열과 금지로 중단되었고, 3년 만인 1931년부터 브나로드운동을 적극 홍보, 보도함으로써 문맹 퇴치 운동을 다시 전개한다.
브나로드(Vnarod)란 러시아어로 '민중 속으로'라는 뜻이다. 동아일보는 1931년 7월 "배우자, 가르치자, 다 함께"라는 기치를 내걸고 브나로드운동이라 불리는 농촌 계몽 운동을 주도했다. 이 운동이 심훈의 대표소설 상록수의 주요 내용이 되기도 했다. 브나로드운동에 대한 적극적인 보도와 홍보는 의식 있는 청년층으로 하여금 브나로드운동, 농촌 계몽 활동, 문맹 퇴치 활동에 자발적으로 참여하는 계기를 마련했다.

### 무기정간과 폐간
제2대 사주를 역임한 인촌 김성수는 총독부의 창씨개명 요구를 끝내 거부했고, 창씨개명 아이디어를 낸 총독부 학무국장이 직접 창씨개명을 종용했으나 끝내 응하지 않았다. 이 때문에 동아일보는 창간 이후 1940년 8월 강제 폐간될 때까지 20년 동안 조선총독부로부터 정간 4회, 발매금지처분 2,000회 이상을 받았고, 신문 전체가 압수되는 압수처분 89회와 기사삭제 연 2423회 등 제재를 당하는 고초를 겪었다.
1939년 9월 제2차 세계 대전 발발 후, 조선총독부는 조선민족의 황국신민화를 내세워 민족말살정책을 실시했고, 동아일보는 1940년 8월 강제폐간되었다. 이때까지 총 4차례의 무기정간을 당했고, 그밖에 수 차례의 검열과 압수 삭제 등의 수모를 겪기도 했다.

1936년 8월 25일자 동아일보에 실린 '일장기 말소 사건'

1936년 제11회 베를린 올림픽 마라톤에서 우승한 손기정 선수의 사진을 동아일보 기자 이길용이 주도하여 1936년 8월 25일자에 게재하면서 가슴 부분의 일장기를 지워버려 정간 당한 일장기 말소 사건은 유명한 일화다.
동아일보는 창간 이후 1920년~1929년 9년간 280일간의 정간처분을 받았고 300회의 차압과 판매금지처분을 당하였으며 수시로 경고, 견책을 당하였다. 송진우, 장덕수는 거의 매일같이 조선총독부 경무국에 출두하여 차압된 기사가 어디가 나쁘냐고 항의하고 논쟁하고 돌아오기도 했다. 일제가 민족말살정책을 쓰기 시작하면서 1939년 11월 총독부는 동아일보의 폐간을 종용했다. 자진 폐간을 하면 총독부가 모든 직원들의 1년치 봉급을 지급하고 윤전기도 사들이겠다고 했다. 동아일보는 폐간을 거부하고 6개월을 버텼으나 총독부는 회계 부정을 구실로 경리부장을 구속하고 보성전문학교에 2만원을 빌려준 사실을 구실로 사장인 백관수와 고문 송진우, 상무 임정엽, 영업국장 국태일을 체포 구금했다. 그 후 임정엽의 명의로 폐간계가 제출되었고 1940년 8월 11일자 신문을 끝으로 동아일보는 폐간되었다.

### 광복 이후

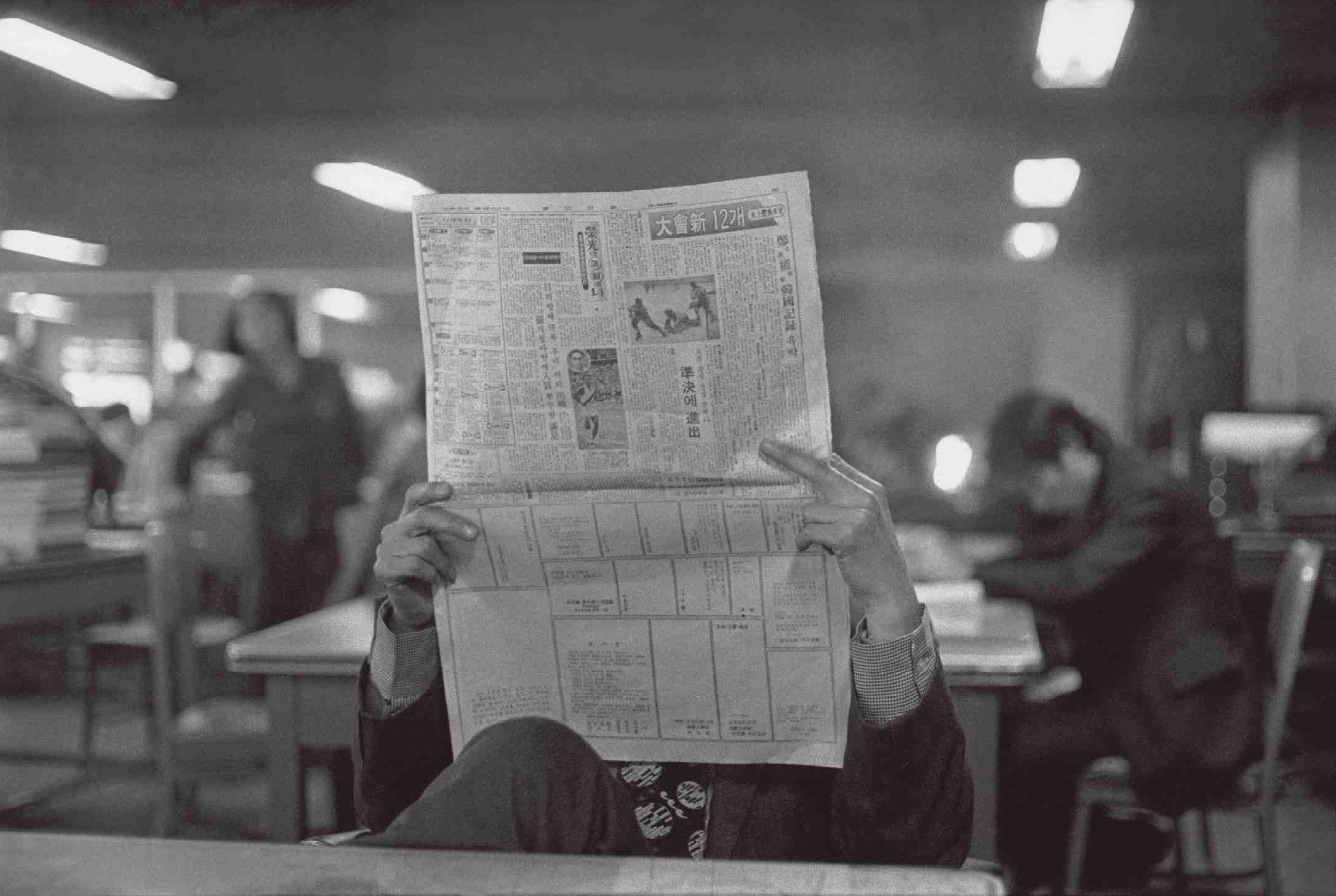
1975년 1월 동아일보 백지광고 사태로 텅 빈 광고란이 실린 자사 신문을 보는 동아일보 기자

폐간 이후 5년 4개월이 지나고, 광복 3개월 반 만인 1945년 12월 1일 복간되었다. 1945년 12월에 열렸던 모스크바 3상 회의 내용 중 '신탁통치' 문제를 놓고 사전에 오보를 내기도 하였다. 광복 이후에 동아일보는 창업주 김성수의 영향으로 한국민주당의 대표적인 언론 기관지이기도 하였다. 1955년 3월 신문의 오식(誤植, 틀린 글자)이 문제가 되어 정간당하기도 하였다. 5.16 군사정변으로 등장한 군사독재 세력은 사전검열을 없앤 대신 특수범죄처벌에 관한 특별법을 만들어 사실상 기자의 취재와 보도를 극도로 제한하여, 언론의 자유를 심각하게 침해하였다. 또한 박정희 군사독재정권은 당시 조·석간제로 운영되던 신문 발행 체제를 단간제로 바꿀 것을 강요하여, 동아일보는 석간제로 바꾸어 간행하였다.
1972년에 유신헌법을 제정한 유신독재정권의 언론탄압이 심해지고, 1973년에 김대중 납치사건과 관련해 요미우리 신문이 비난하자 동아일보 기자들은 1974년 10월 24일 자유언론실천선언을 발표하고 투쟁에 나섰다. 그러자 유신정권은 동아일보 광고주들에 압력을 넣어 무더기로 광고를 해약시켰다.(동아일보 백지광고 사태) 점점 동아일보사의 경영이 어려워지자 독자들은 유신독재정권에 저항하는 의미로 자신의 돈을 들여서 광고 해약으로 비어있는 광고면에 백지광고를 내기도 했다. 그러나 1975년 3월 12일, 경영진은 결국 정부에 굴복하였고, 유신정권을 비판하던 기자들을 해고하였다. 기자들은 사옥에서 농성에 나섰으나 3월 17일 내쫓겼다. 이후 동아일보는 친정부적 성향으로 돌아서게 되며, 해직된 기자들은 동아자유언론수호투쟁위원회를 만들어 민주화 투쟁을 벌였고 1988년에 '한겨레'를 출범시켰다. 1979년 발행부수 100만부였던 동아일보는 1990년대에 들어서 증면 경쟁이 크게 늘어나고, 1993년 4월 1일 석간에서 조간화 체제로 바꾸었고, 조간화 단행 6개월 만에 발행부수 200만부를 기록하였다. 1998년 1월부터 신문 전면에 가로쓰기를 시행했다. 2011년에는 동아방송의 후신으로 종합편성채널 채널A를 개국했다. 2020년 동아일보 창간 100주년을 맞이했다.

## 문화·스포츠 사업
1923년 7월 전조선여자정구대회, 1924년 10월 학생웅변대회, 1925년 동아신춘문예, 1926년 8월 4구락부(배제, 중앙, 휘문, 경신) 야구연맹전, 1929년 9월 수영경기대회 및 남녀학생작품 전람회 1931년 동아마라톤대회 등 각종 연례 스포츠와 교육문화 행사를 주최했다.
일제 시대에는 문맹타파와 한글보급을 목표로 한 브나로드운동, 이충무공 유적보존운동을 비롯한 대대적인 민족주의 계몽운동을 전개하였으며, 광복 이후에는 1947년 황금사자기 고교야구 쟁패전, 1956년 바둑 국수전, 1961년 동아음악콩쿠르, 1962년 명창명인대회, 1964년 동아연극대회, 1985년 동아국악콩쿠르 등을 마련해 다양한 분야의 발전에 기여하였다.
각종 콩쿠르를 통한 인재 지원, 마라톤 1m당 1원 적립운동 등 자선사업도 벌이고 있다. 고려대에 교육재단을 두고 있다.

## 칼럼
만화
- 《고바우 영감》(1955년 2월 1일부터 1980년까지 연재)
- 《나대로 선생》(1980년 11월 12일부터 2007년 12월 28일까지 연재된 네컷 만화)
- 《386C》(만화)
- 《식객》(2002년부터 2008년까지 연재된 만화)
- 《꼴》(2008년부터 연재된 만화)

외부 기고자
- 이정재 서울대학교 명예교수
- 박일호 이화여자대학교 조형예술학과 교수
- 이현재 서울시립대학교 도시인문학연구소 교수
- 윤장혁 아산 득산농공단지협의회장·화일전자 대표
- 안드레이 란코프 국민대학교 교양대학 교수
- 김소영 서울대학교 경제학부 교수
- 김경수 성균관대학교 경제대학 교수
- 이수정 경기대학교 범죄심리학과 교수
- 양승함 전 연세대학교 정치외교학과 교수

## 역대 사주 & 부사주
명예회장
- 고재욱 1975.03.01 - 1976.06.22
- 김상만 1981.02.25 - 1985.02.23
- 김상만 1985.02.23 - 1989.03.26
- 김상만 1989.03.27 - 1994.01.26
- 김상기 1994.01.26 - 2001
- 김병관 2001.02.22 - 2001.07.28[9][10][11]
- 김병관 2005 - 2008.02.25

회장
- 고재욱 1971.08 - 1975.02.28
- 김상만 1975.03.02 - 1977
- 김상만 1977 - 1981.02.25
- 이동욱 1981.02.25 - 1983
- 김상기 1983 - 1985.02.23
- 김상기 1985.02.23 - 1989
- 김성열 1989.03.27 -
- 김병관 1993 - 1997.02.26.
- 김병관 1997.02.26.[12] - 2001.02.22
- 오명 2001.02.22[13] - 2001.07.28[11]
- 김학준 2008.03.07 - 2010.03.17

부회장
- 김상기 1977 - 1981.02.25

사장
- 김성수 1919.10.09 - 1920.01.13
- 박영효 1920.01.14 - 1920.07.01
- 김성수 1920.07.01 - 1921.09.15
- 송진우 1921.09.15 - 1924.04.25
- 허헌 1924.04.25 - 1924.05 (직무대리)
- 이승훈 1924. 05 - 1924. 10
- 김성수 1924. 10 - 1927. 10
- 송진우 1927. 10 - 1936.11.11
- 양원모 1936.11.11 - 1937.05.31 (직무대리)
- 백관수 1937.05.31 - 1940. 08
- 송진우 1945.12.01 - 1945.12.30
- 김성수 1945.12.31 - 1947.02.24
- 최두선 1947.02.25 - 1963.08.01
- 이희승 1963.08.02 - 1965
- 고재욱 1965 - 1968
- 고재욱 1968 - 1971
- 김상만 1971. 08 - 1975.02.28
- 김상만 1975.03.01 - 1977
- 이동욱 1977 - 1981.02.25
- 김상기 1981.02.25 - 1982
- 오재경 1982 - 1985.02.22
- 김성열 1985.02.23 - 1989.03.26
- 김병관 1989.03.27 - 1996.06.03
- 오명 1996.06.04 - 2001.02.26
- 오명 1997.02.26.[12]-2001.02.22.
- 김학준 2001.02.22[13] - 2008.03.07
- 김재호 2008.03. 07 - 2020.10.10
- 박성훈 2020.10.10 -

부사장
- 장덕수 1921.09.15 - , 겸임 주필
- 김철중 1924. 10 -
- 고재욱 1961 - 1966
- 김상만 1966 - 1971. 08
- 김상기 1972 - 1981
- 김성열 1982 - 1985.02.22
- 김병관 1985.02.23 - 1989.03.26
- 권오기 1989.03.27 -
- 김병건 1999.02[14] - 2001.07.28[10]
- 김재호 2006.03. - 2008.03.06
- 최맹호 2010.03.17 ~
- 임채청 2016.12.30 ~
- 이희준 2016.12.30 ~
- 이정학 2020.10.10 ~

## 논란

### 신탁통치 관련 논란
KBS 미디어포커스는 2003년 12월 방송에서 동아일보가 모스크바 3상 회의에 관련 국내 언론 중에서 유일하게 이 외신기사를 대서특필한 것처럼 보도하면서 외신 인용 보도가 반탁운동을 격화시켜 결국 남북 분단의 빌미를 제공했다고 주장하였고 일부 학자도 동아일보 1945년 12월 27일자 기사가 단독 보도했다고 주장하거나, 심지어 조작해 보도하는 바람에 반탁운동이 거세진 것이라고 주장하였다.
그러나 당시 미국 워싱턴에 특파원을 두고 있지 않던 국내 언론들은 외신기사를 전재하는 것이 관행이었다. 실제로 동아일보뿐만 아닌 조선일보도 같은 날 1면 머리에 '신탁통치설을 배격함'이라는 사설을 싣고 바로 옆에 합동통신 기사를 4단으로 전재했다. 당시 좌익의 영향을 크게 받고 있었던 서울신문도 1면에 합동통신의 기사를 받아 2단으로 보도했다. 좌우익 계열을 막론하고 대부분의 신문에 이 기사가 실린 것이다.
문제가 된 최초로 보도된 기사는 미국의 통신사인 AP와 UP로 알려졌으나 당시 기사 원문은 남아 있지 않다. 동아일보에서 UP의 후신인 UPI 측에 문의한 결과 미국 현지 신문도 당시 UP 기사를 전재해 국내 언론과 같은 내용을 보도한 것으로 확인됐다. 워싱턴 타임스 헤럴드는 1945년 12월 26일자 7면에 UP 기사를 전재한 'May Grant Korea Freedom'이라는 기사를 통해 "미국의 번스 국무장관이 소련의 신탁통치안을 반대하고 한국의 즉시 독립을 주장하라는 훈령을 받고 러시아로 떠난 것으로 알려졌다"고 보도했다.
미군 기관지인 성조 태평양판(일본 도쿄발행)도 1945년 12월 27일 AP, UP 기사를 종합한 기사를 1면에 싣고 문제의 UP 기사와 해당 기자 이름을 보도했다.
신탁통치에 대한 반응은 북한에서도 마찬가지였다. 조만식을 중심으로 한 조선민주당의 주도로 광범한 반탁운동이 전개되었고, 공산주의자들도 반탁의 뜻을 명백히 하였다. 그러나 소련이 '삼상회의의 결정에 반대하는 세력은 후에 대한민국 임시정부 수립에 참여할 수 없다'고 주장하자 공산주의자들은 찬탁(贊託)으로 나서게 되었다. 니콜라이 레베데프 소련 민정책임자는 조만식을 반동주의자이며 반인민적인 인물이라고 비난하였다.
정진석 한국외국어대 명예교수는 "해방공간에서 언론계는 좌익이 기선을 장악하고 있었다"고 설명한다. 이런 상황에서 본보의 보도가 반탁운동을 격화시켰고, 이 반탁운동이 남북 분단으로 이어졌다는 주장은 사실과 다를 뿐 아니라 비논리적 해석이라는 것이다.

### 동아일보 대량 해고 사태
박정희 정권기간 중 동아일보는 경향신문과 함께 야당성향을 보여왔다. 이는 동아일보의 창시자인 송진우, 김성수 등이 주동적으로 창당한 한민당이 민국당, 민주당 등으로 바뀌면서 친민주당적 성향을 띈 것에서 연유한다.
데모, 인권회복 기도회, 노동자들의 쟁의, 야당의 체제비판 발언, 개헌문제 등 금기시되어 있던 여러 가지 유신반대 기사를 싣자 박정희 정권은 1974년 동아일보의 기사에 대한 검열 등을 통해 동아일보 광고주에 대한 압력을 넣었고, 1974년 12월 30일부터 정권의 압력을 받은 광고주들의 광고철회사태가 벌어지기 시작했다. 1974년 12월 26일자 기사부터는 일부 광고란이 백지로 나갔는데, 이는 1975년 7월 중순까지 계속되었다. 이 기간 동안 일반 국민 독자들은 수많은 '자유언론 격려 광고'를 내며 동아일보를 지지했다. 그 외 지식인, 학생, 종교인은 물론 일반 시민들과 주부들까지도 동아일보 백지광고에 참여하여 격려를 보냈다. 정부는 계속 언론에 압력을 넣었고 유신 정권의 압력을 받은 경영주들은 기자를 비롯한 사내 언론인들을 해고하게 되었다.
이때 억울하게 해고당한 기자와 임원들의 처우에 동아일보사가 무관심했던 것에 대한 비판이 있다.

### 보천보 전투 금 원판 김정일에 선물
동아일보 취재단이 1998년 10월 26일에 김정일 국방위원장에게 선물로 준 ‘보천보 전투 금 인쇄 원판’이 사실로 확인됐다.
보천보 전투는 1937년 김일성 전 주석이 중국에서 항일운동을 하다가 국내에서 처음으로 일본군과 싸운 것으로 북측에서는 “조국 땅에서 울린 첫 총성”이라며 큰 자랑으로 여기고 있다. 국내에서는 김 전 주석이 항일운동을 했느냐의 여부로 논란이 있지만, 동아일보는 보천보 전투 소식을 다룬 자사의 신문기사를 금 1.2킬로그램을 들여 원판으로 제작해 선물로 바친 것이다. 보천보 전투가 규모가 큰 게 아니었지만 당시 동아일보가 보천보 전투를 다룬 호외를 2번이나 발행하면서 김일성이 전국적으로 유명인사가 됐다. 일제 탄압이 극심하던 당시 만주에 근거지를 둔 빨치산 부대의 첫 국내 진공작전이었으니 그만큼 조선민들의 마음에 크게 다가왔고 일제에 충격을 준 화제가 된 전투였던 것이다. 그 시점에 우파 민족주의 진영은 유명인사들이 상당수 친일로 변절하던 시기였다.

### 전교조 명단 불법 공개 문제
2010년 4월 법원은 전교조 가입 교사들의 명단을 공개한 조전혁 의원에 대한 명단공개 금지 가처분 신청을 받아들여 명단을 공개하지 말라고 결정했지만 조전혁 의원은 이를 무시하고 명단을 공개했으며, 이러한 불법적인 명단 공개에 동아일보의 인터넷 사이트인 동아닷컴도 가담했다. 전교조 소속 교사들은 조전혁 의원과 동아일보사에 대해 불법행위에 따른 손해배상 청구 소송을 제기했고, 법원은 2011년 7월 26일 조전혁 의원은 일인당 10만 원씩 모두 3억 4천만 원을, 동아일보사는 일인당 8만 원씩 모두 2억 7천만 원을 배상하라고 판결했다.

### 신문고시 위반
신문판매고시는 신문구독자를 모집하는 과정에서 연간 유료신문 대금(18만 원)의 20%(36,000원)를 초과하는 액수의 무료 신문이나 경품을 제공하는 행위를 불공정거래행위로 규정하고 있다. 민주언론시민연합은 2008년 5월 서울 지역 지국 중 40곳을 대상으로 신문고시 위반 실태를 조사한 결과 중앙일보와 동아일보의 위반율은 100%, 조선일보는 97.5%에 달했다고 발표했다.

### 콜트악기 노조 투쟁 왜곡보도
동아일보는 2008년 8월 2일 "7년 파업의 눈물"이라는 제목의 기사에서 "콜트악기 노동자들의 강경 투쟁 때문에 직원 120여 명이 평생 직장을 잃고 모두 거리로 나앉게 됐다"는 회사 관계자의 말을 인용하면서 "노조의 파업으로 생산성이 떨어져 수출 납기를 맞추지 못하는 일이 반복되자 해외 바이어들이 고개를 돌렸다"고 노조에 폐업의 책임을 돌렸다. 노조는 이에 반발해 정정 보도와 손해배상 청구 소송을 냈다. 이에 대해 서울고등법원은 2010년 6월 동아일보에 정정보도 게재와 함께 위자료 500만 원을 지급하라는 판결을 내렸고 2011년 9월 판결이 확정되었다. 법원은 판결문에서 "콜트악기의 폐업에는 원고의 파업으로 압축해서 표현하고 있는 노사문제뿐만 아니라 생산기지의 해외 이전이라는 경영상의 판단 등 다양한 원인이 복합적으로 작용했다고 보이는데도 콜트악기의 폐업이 순전히 노조의 잦은 파업 때문이라는 기사는 허위라고 보는 게 맞다"고 밝혔다. 또한 "기사를 작성한 기자는 사용자의 진술을 들었으나 노조에 사실 관계 확인을 하지 않았다"면서 "기자가 확인할 수 있었던 콜트악기 및 관련 회사들의 자산 상황과 매출, 당기순이익 등 경영상태에 대한 자료들만이라도 객관적으로 인용했더라면 이 기사에 나타난 오류는 쉽게 피할 수 있었을 거라고 보이는 등의 사정에 비춰볼 때 피고가 이 기사의 내용을 진실이라고 믿을 상당한 이유가 있다고 보기 어렵다"고 밝힘으로써 기자가 최소한의 객관적 사실확인조차 하지 않고 악의적으로 기사를 작성했음을 인정했다.

### 황색 저널리즘
2006년, 동아일보는 문화일보와 함께 황색언론 성격이 짙다는 지적을 받았다. 민언련의 조사에 따르면, 동아일보는 같은 기간 동안 29차례 성상품 관련 광고를 지면에 내보냈고 ▲여성을 성적 대상으로 묘사(2건) ▲기업제품 홍보에 이용된 선정적 여성사진(2건) ▲성범죄와 유해약물 등에 대한 표현(2건)을 내보내었다.

### 김정남의 천안함 발언 오보
조선일보는 2012년 1월 17일자 1면에서 김정남이 일본 <도쿄신문>의 고미 요지 편집위원과 지난 7년 동안 주고받은 전자우편 대화록을 <월간조선>이 입수했다며 이를 토대로 김정남의 발언을 보도했다. 그런데 이 기사에서 조선일보는 '(김정남이) 천안함 침몰 사건에 대해서는 "북조선 입장에서는 서해 5도 지역이 교전 지역이라는 이미지를 강조할 필요가 있다. 그래야 핵, 선군정치 모두 정당성이 부여되는 것"이라고 했다'고 전했다. 국내에서 천안함 사건의 진상에 관한 논란이 지속되고 있는 와중에 나온 이러한 보도는 천안함 사건이 북한의 소행이라는 결정적 증거의 하나로 받아들여졌고, 실제로 동아일보는 조선일보의 이러한 보도내용을 토대로 한 18일자 사설에서 "국내 종북(從北) 좌파 세력은 북한 권력 내부 사정을 잘 알고 있는 김정남의 이런 폭로를 듣고도 "천안함 폭침이 북한 소행이라는 증거가 없다"고 계속 주장할 것인가."라고 쓰기도 했다. 하지만 이 기사가 나간 이후 김정남과 전자우편을 주고 받은 당사자인 고미 요지 편집위원은 자신이 김정남으로부터 받은 이메일의 어디에도 천안함에 관한 발언은 존재하지 않는다고 밝혀왔다. 결국 조선일보는 천안함 사건에 관해 그것이 북한의 필요에 의해 이루어진 일이라고 김정남이 주장했다는 보도는 오보였음을 인정했다. 하지만 사설을 썼던 동아일보는 오류를 바로잡지 않고 있다.

### 최영해 칼럼 파문
2013년 9월 17일자 동아일보에 실린 최영해 논설위원의 "채동욱 아버지 前上書"라는 제목의 칼럼에 대해 각계로부터 비판과 조롱, 항의가 잇따르는 등 커다란 파문을 일으켰다. 최영해 논설위원의 칼럼은 채동욱 검찰총장의 혼외 아들이 채동욱 총장에게 보내는 편지 형식으로 되어 있다. 최 위원은 칼럼에 "제가 아버지의 아들이 아니라뇨? 저는 아버지가 검찰총장이 됐을 때 뛸 듯이 기뻤어요", "저한테 피 검사 하자는 얘기는 하지 말아주세요. 만에 하나 피검사가 잘못돼 가지고 저하고 아버지하고 다르게 나오면 그땐 어떡해요?" 등의 내용을 담았다.
이에 대해 언론학 교수인 김창룡은 미디어오늘 칼럼을 통해, 최영해의 칼럼은 아동의 인권을 유린하는 것으로 언론의 폭력행위에 해당하며, 진실을 추구하는 언론이 의혹을 사실로 단정하여 내용을 전개하는 것은 저널리즘에서 용납하기 힘든 행위이고, 무엇보다 내용이 너무 잔인해서 권력에 대한 정상적인 감시와 견제기능을 넘어 인간 채동욱에 대한 인신공격이며 아이와 아이 어머니에 대한 인권 유린이라고 비판했다.
진중권 교수는 최영해의 칼럼에 대해, "그로테스크합니다. 소설로 칼럼을 대신하는 발상의 황당함과 그 문학적 상상력의 유치찬란한 수준이 자아내는 우스음. 거기에 초등학교 5학년 아이까지 정치투쟁의 도구로 이용해 먹는 인성의 잔혹함이 콘트라스트를 이루며 하나로 결합하죠"등의 비평을 트위터에 남겼다.
국제 아동인권 단체인 세이브더칠드런은 성명을 통해, "아무리 '창작물'이라는 설명을 붙였을지언정 해당 아이가 현실에 존재하는 이상 본인의 사생활과 가족, 심지어 본인 이외에 그 누구도 알 수도, 간섭할 수도 없는 감정과 생각을 추측하여 공적 여론의 장에 내어놓는 것은 아이에 대한 심각한 모욕이자 폭력"이라고 비판했다. 언론계에선 '동시대 언론인 모두에 대한 테러'라며 글을 쓴 논설위원뿐 아니라 동아일보가 중앙일간지로서 뭔가 책임 있는 조처를 내놓아야 한다는 의견도 나왔다. 최영해 칼럼에 대한 네티즌들의 조롱과 패러디도 속출했다. 누리꾼들은 "끝까지 읽기가 민망하다", "참으로 못되고 못났다" 등의 반응을 보였다. 무엇보다도 어린아이 시점으로 아이의 인권을 짓밟고 조롱하는 것은 이해할 수 없다는 의견들이 많았다. 또한 온라인에서는 아이에 최 위원을 대입해 패러디한 '최영해 아버지 전 상서'라는 글들도 올라왔다.

### 쌍룡역 허위보도
2013년 12월 26일자 동아일보는 "하루 승객 15명인 역에 역무원 17명"이라는 제목의 기사에서, 쌍룡역에 대해 "2010년 한 해 철도 운송수입이 1,400만 원에 그쳤다. 반면에 같은 해 이 역에서 일하는 직원들에게 지급된 인건비는 11억 3,900만 원으로 역 수입의 81.3배였다."고 보도했다. 그러면서 이러한 역을 구조조정하지 못하는 이유를 강성노조 탓으로 돌렸다. 하지만 노컷뉴스 취재 결과 이는 사실과 달랐다. 철도청통합정보시스템에 의하면 쌍룡역의 2010년 수입은 1,400만 원이 아니라 96억 1,500만 원이었다. 화물 수입 95억 9,600만 원에 여객 수입 1,900만 원을 합한 금액이다. 동아일보의 기사는 100억 원에 가까운 화물 수입은 누락시킨 채 여객운송 수입만을 쌍룡역의 수입인 것처럼 보도한 것이다. 또한 2014년 기준으로 15명이 근무 중이지만 3조 2교대로 운영되므로 실제 투입인원은 5명이라는 사실도 누락시켰다.

## 지면
- 주 6일제 신문을 발행한다.
- 매주 일요일 신문 발행하지 않고[32], 온라인 서비스를 계속한다.
  - A: 종합뉴스 섹션은 평일과 토요일에 싣는다.
  - B: 경제 섹션은 동아경제에서 평일에 싣는다.
  - C 이상: 기타·생활 정보 섹션은 별도로 싣는다.

## 연혁
- 1920.04.01. 창간호 발행.
- 1931.07.21. 민중계몽운동인 브나로드 운동 전개.
- 1936.08.29. 손기정 선수 일장기 말소사건으로 무기 정간.
- 1940.08.10. 민족말살정책으로 인한 강제 폐간.
- 1945.12.01. 광복 이후 복간.
- 1946.09.26. 철도파업에 인한 휴간.
- 1946.06.27. 경성일보사 인쇄공 파업으로 인한 휴간.
- 1950.06.28. 한국전쟁으로 인한 발행 중지.
- 1950.10.04. 타블로이드 2개면으로 복간.
- 1951.01.10. 1.4후퇴에 인한 부산에서 속간.
- 1956.04.01. 국수전 주최.
- 1963.04.25. 동아방송 개국.
- 1964.07.15. 소년동아일보 창간.
- 1967.01.28. 동아연감 창간.
- 1974.12.20. 군사독재정권의 광고탄압으로 백지광고 시작.
- 1975.03.08. 동아일보 해직 사태(5월 1일까지 순차적으로 기자 및 사원 113명 해직).
- 1980.11.30. 언론통폐합으로 동아방송을 한국방송공사에 매각.
- 1981.10.02. 동아문화센터 개설.
- 1990.07.20. 주말특집판 동아마당 발행.
- 1992.10.27. 본사를 충정로 사옥으로 이전.
- 1993.04.01. 석간신문에서 조간신문으로 전환.
- 1994.04.01. CTS(컴퓨터 제작 시스템) 도입.
- 1996.10.01. 인터넷 전자신문 "마이다스 동아일보"출범.
- 1998.01.01. 가로쓰기 발행.
- 2000.01.13. '마이다스 동아일보', '동아닷컴'으로 사명 변경.
- 2000.12.15. 신문박물관 개관.
- 2002.01.01. 동아일보 모바일 서비스 개시.
- 2005.01.01. 오피니언면 후진 배치, 사회면 전진 배치.
- 2005.04.25. 온•오프라인 통합뉴스룸 출범.
- 2005.08.17. 충정로 32면 컬러 인쇄 체제 완료.
- 2011.12.01. 종합편성채널 채널A 개국.

## 참고 사항
- 창간호부터 디지털화 데이터베이스를 구축하여, 동아닷컴[33]이나 네이버 뉴스 라이브러리[34] 서비스를 볼 수 있다. 2020년에는 창간 100주년을 맞아 멀티미디어 스토리텔링 웹페이지 디오리지널[35]을 열었다.

## 같이 보기
- 동아미디어그룹
- 채널A
- 조중동
- 히어로콘텐츠